# 鹿児島県道370号出水停車場線
鹿児島県道370号出水停車場線（かごしまけんどう370ごう いずみていしゃじょうせん）は、鹿児島県出水市を通る一般県道である。

## 概要

### 路線データ
- 始点：鹿児島県出水市昭和町（肥薩おれんじ鉄道 出水駅前）
- 終点：鹿児島県出水市昭和町（出水駅前交差点、国道447号交点、鹿児島県道372号沖田新蔵線終点）

## 地理

### 通過する自治体
- 出水市

### 交差する道路
| 交差する道路                        | 交差する場所 | 交差する場所          |
| ----------------------------------- | ------------ | --------------------- |
| 国道447号 鹿児島県道372号沖田新蔵線 | 昭和町       | 出水駅前交差点 / 終点 |

### 沿線
- 肥薩おれんじ鉄道 出水駅